# Society for the Establishment of Useful Manufactures
Society for the Establishment of Useful Manufactures (S.U.M.) (pol. Towarzystwo ustanawiania przydatnych manufaktur) – prywatna, sponsorowana przez państwo korporacja, założona w 1791, w celu promowania rozwoju przemysłowego dorzecza rzeki Passaic w New Jersey.

## Działalność
Stowarzyszenie zarządzało Wielkimi Wodospadami rzeki Passaic, co stało się podstawą rozwoju w tym rejonie młynów wodnych, a w dłuższej perspektywie manufaktur korzystających z maszyn napędzanych siłą płynącej wody. Dzięki temu, Paterson rozwinęło się, jako jedno z pierwszych centrów przemysłowych w USA. W ciągu kolejnych 150 lat, miejscowość była miejscem produkcji bawełny, stali oraz jedwabiu. W 1945 r. korporacja i jej majątek zostały zakupione przez miasto Paterson.

## Ocena historyczna
Przedsiębiorstwo uznawane jest za prekursora przedsięwzięć publiczno–prywatnych w USA. W jego statucie, spisanym w 1791 r., znalazły się po raz pierwszy przepisy tworzące radę dyrektorów oraz komitet audytu złożony z akcjonariuszy. Tym samym statut SUM, był pierwszym krokiem w stworzeniu amerykańskiego modelu nadzoru korporacyjnego (ładu korporacyjnego). Pomysłodawcą projektu był Tench Coxe i Alexander Hamilton.